# Temple d'Aphaïa
Le temple d'Aphaïa (ou Aphéa) d'Égine, est un des trois temples du triangle sacré : Parthénon, Sounion et Aphaïa. De style dorique, il a longtemps été pris pour le temple de Zeus Panhellénios, puis d'Athéna. On continue parfois encore à l'appeler « Athéna Aphaïa ». Il date de la fin du VIe ou du début du Ve siècle av. J.-C. On considère qu'il fait le lien entre la période archaïque et la période classique de l'art grec. Ses célèbres frontons sont conservés à la Glyptothèque de Munich.

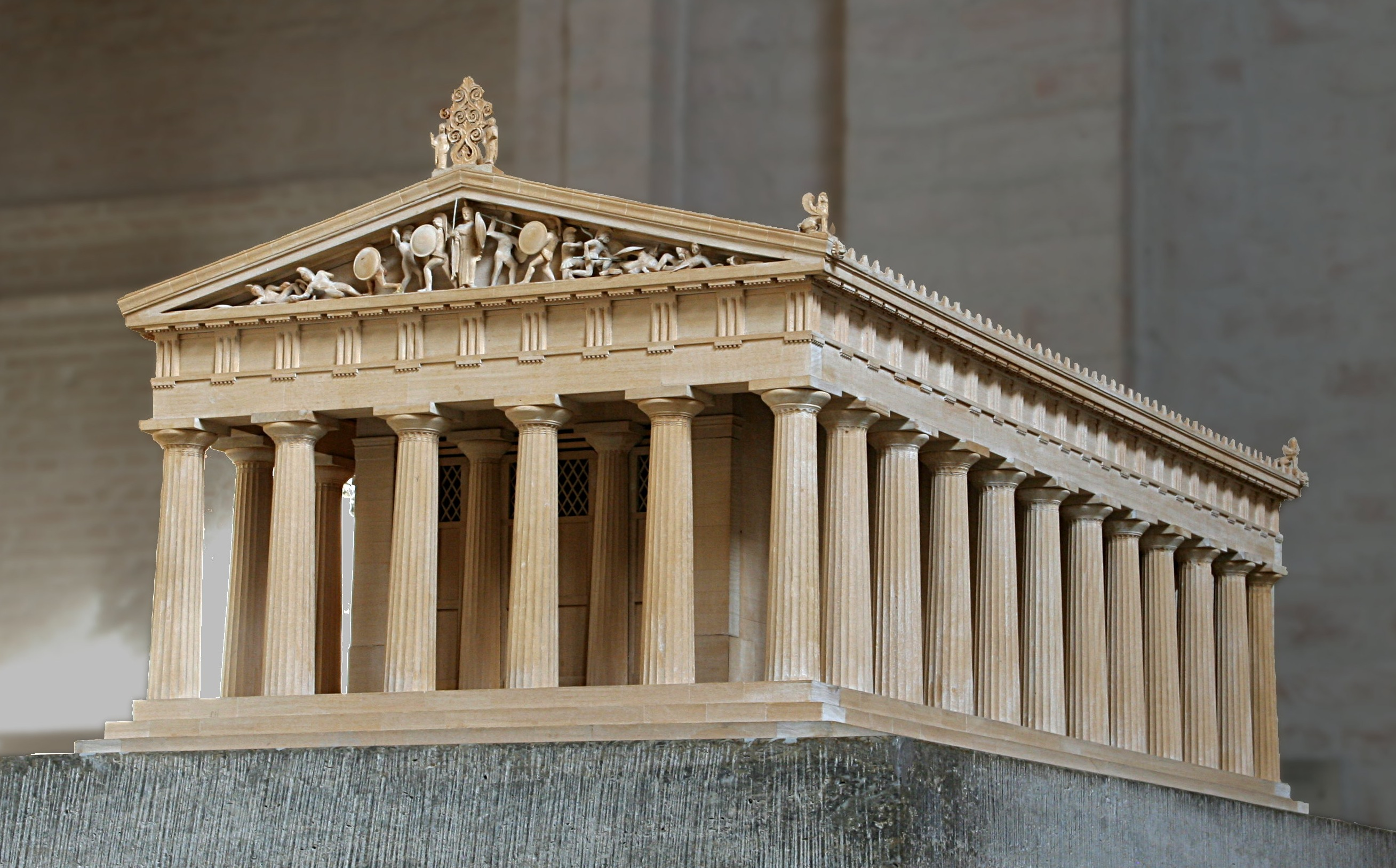
Maquette reconstituant le temple d'Aphaïa à la Glyptothèque de Munich

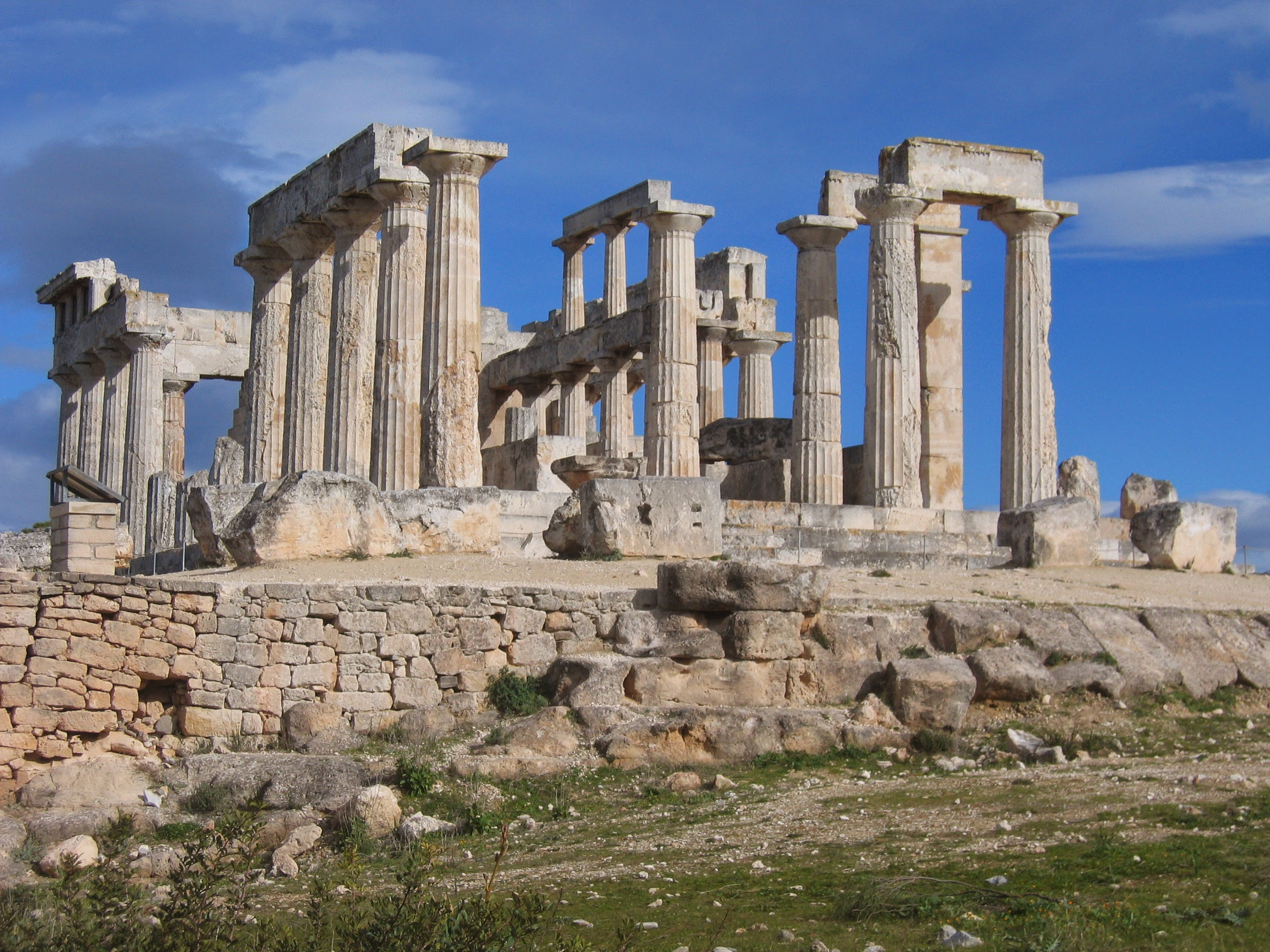
Le temple d'Aphaïa, à Égine

## Divinité vénérée
Aphaïa est identifiée à la nymphe crétoise Britomartis par Pausanias et Antoninus Liberalis. Elle faisait partie de la suite d'Artémis qui veillait sur elle. On lui attribue l'invention des filets pour la chasse. Très belle, elle fut sans cesse poursuivie par les hommes. Minos la poursuivit d'abord de ses assiduités. Elle tenta de lui échapper en se jetant dans la mer, mais elle fut recueillie dans les filets d'un pêcheur éginète. Ce dernier tomba amoureux d'elle à son tour. Britomartis en appela à sa demi-sœur et protectrice qui la fit disparaître : elle devint Aphaïa, l’Invisible. Le temple serait construit à l'endroit de sa disparition.

## Situation

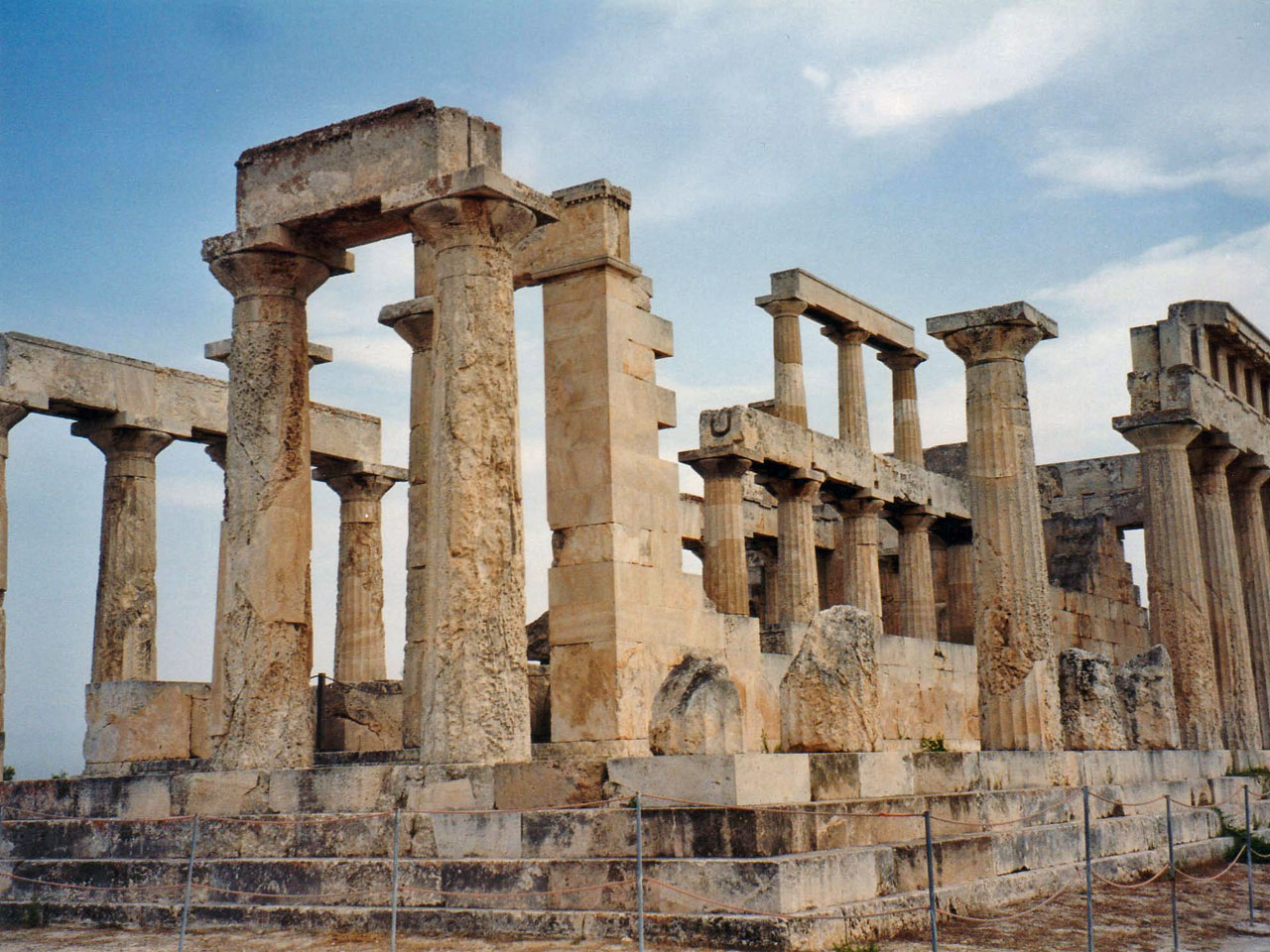
Les deux étages du temple d'Aphaïa.

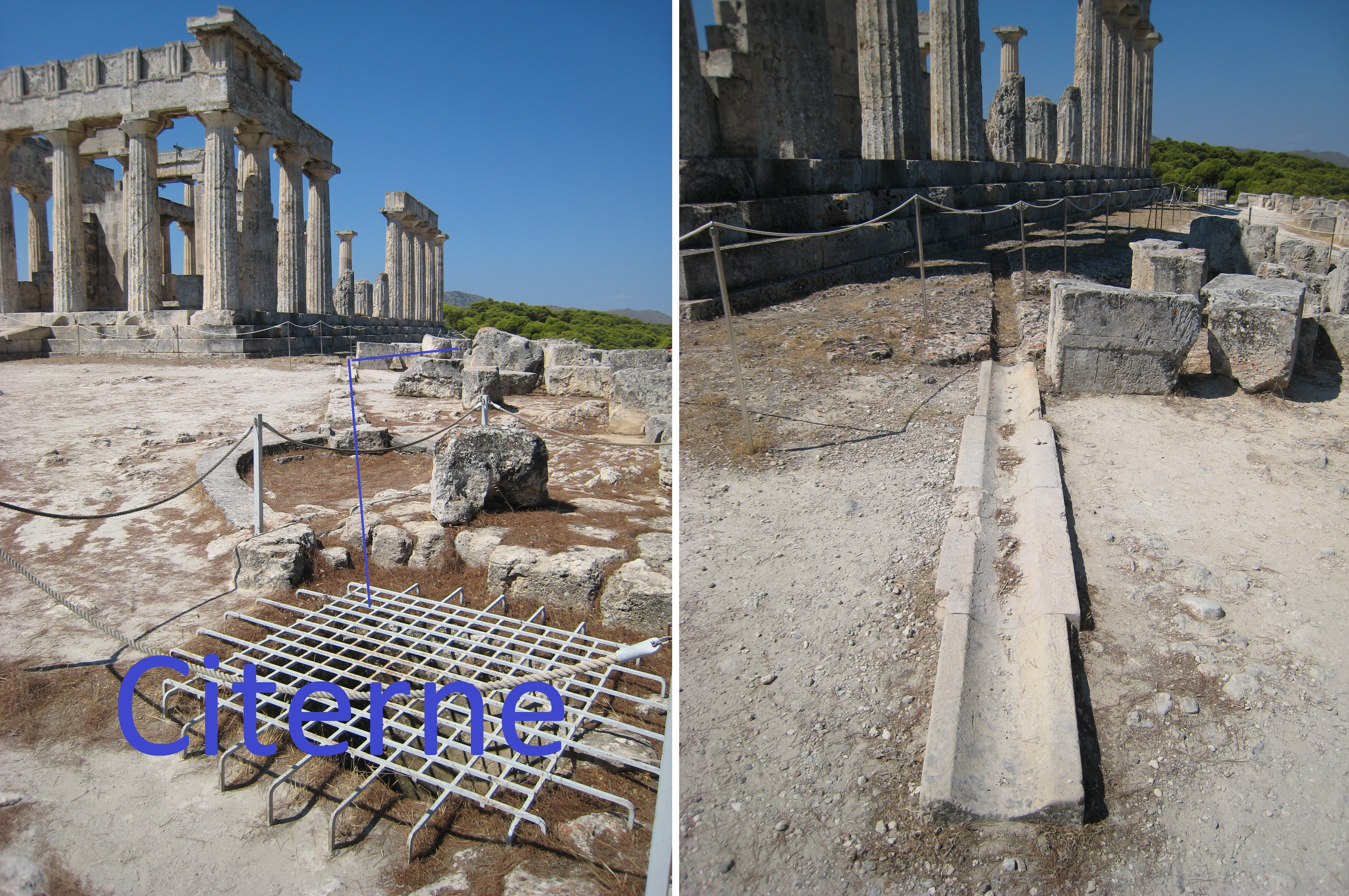
Système de canalisation pour alimenter le réservoir du temple.

Le temple d'Aphaïa est installé au sommet d'une colline où l'on rendait, à partir du XIIIe siècle avant notre ère, un culte à une divinité féminine, voire à une déesse-mère, comme l'indiquent les statuettes féminines mycéniennes trouvées sur place. Le sanctuaire est entouré d'un mur de péribole. Sur la terrasse artificielle, au sud-est du temple, on peut voir des restes des logements des prêtres, ainsi que de trois baignoires pour les purifications rituelles.
L'autel, qui faisait douze mètres de large, était, comme c'était l'usage, à l'extérieur du temple, à l'est.
Trois bâtiments se sont succédé au sommet de cette colline boisée : un sanctuaire datant de la fin du VIIe ou du début du VIe siècle avant notre ère ; un bâtiment plus grand datant de 570-560 avant notre ère et détruit par le feu ; et enfin le temple actuel, érigé entre 500 et 450 avant notre ère, très sûrement après la bataille de Salamine. Le temple aurait été abandonné après 431 avant notre ère et l'expulsion des Éginètes par les Athéniens.
Pendant très longtemps, on considéra qu'un si beau temple ne pouvait être consacré qu'à Jupiter Panhellénios, comme on disait jusqu'au début du XIXe siècle dans un Occident marqué par la culture latine. À la fin du XIXe siècle, on ne considérait plus que le temple était consacré à Zeus, mais à Athéna. Il fallut attendre les fouilles allemandes menées par Adolf Furtwängler (qui mourut d'une fièvre contractée lors des fouilles) en 1901-1903 et la découverte d'un relief votif à Aphaïa pour déterminer une attribution définitive. Cependant, le temple est encore souvent appelé Athéna Aphaïa.

## Le bâtiment

Plan (ancien) du sanctuaire (Guide Joanne 1911, d'après Furtwangler)

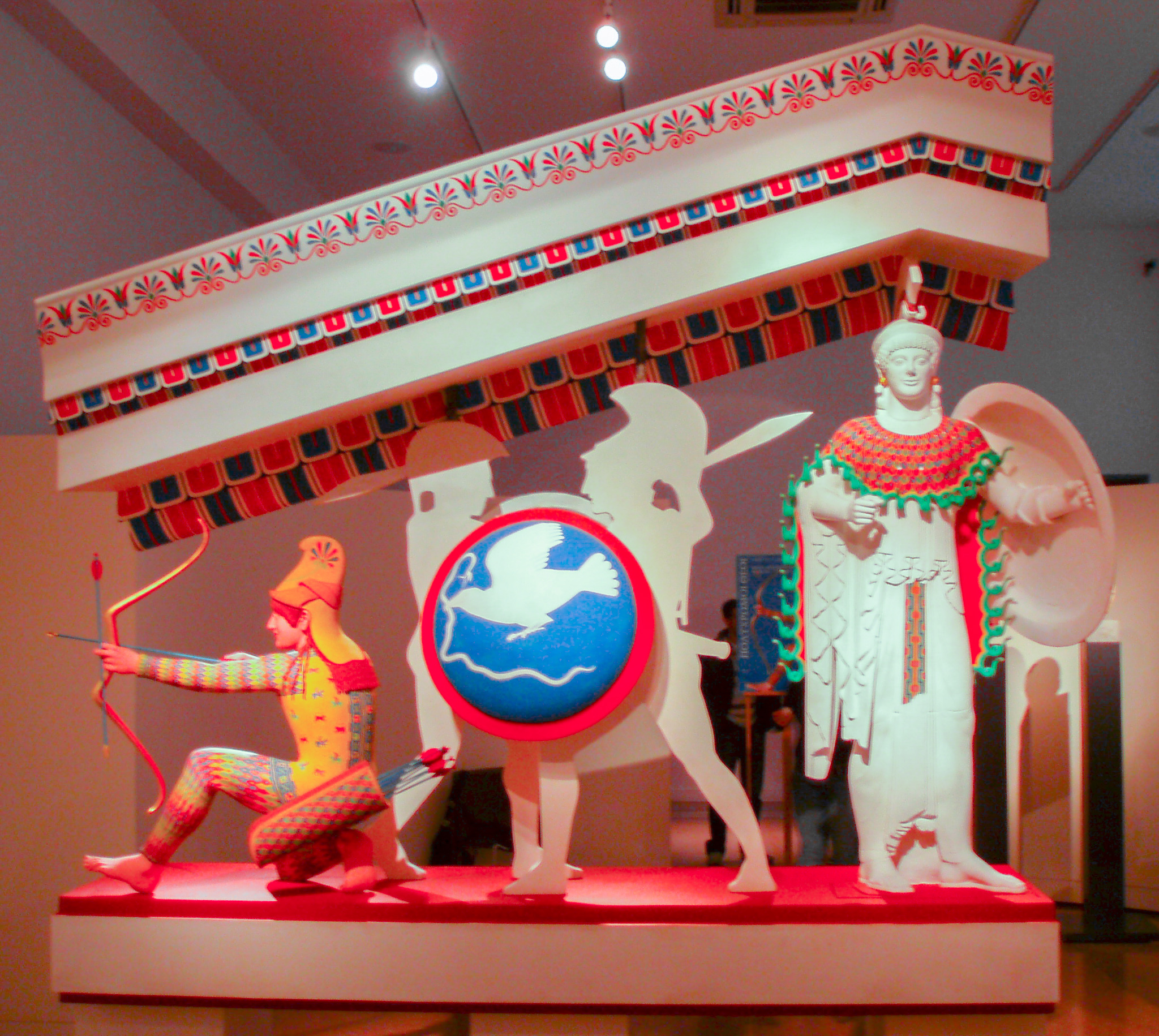
Restitution du décor polychrome de certaines statues du fronton ouest du temple (exposition « Bunte Götter », Munich, 2004)

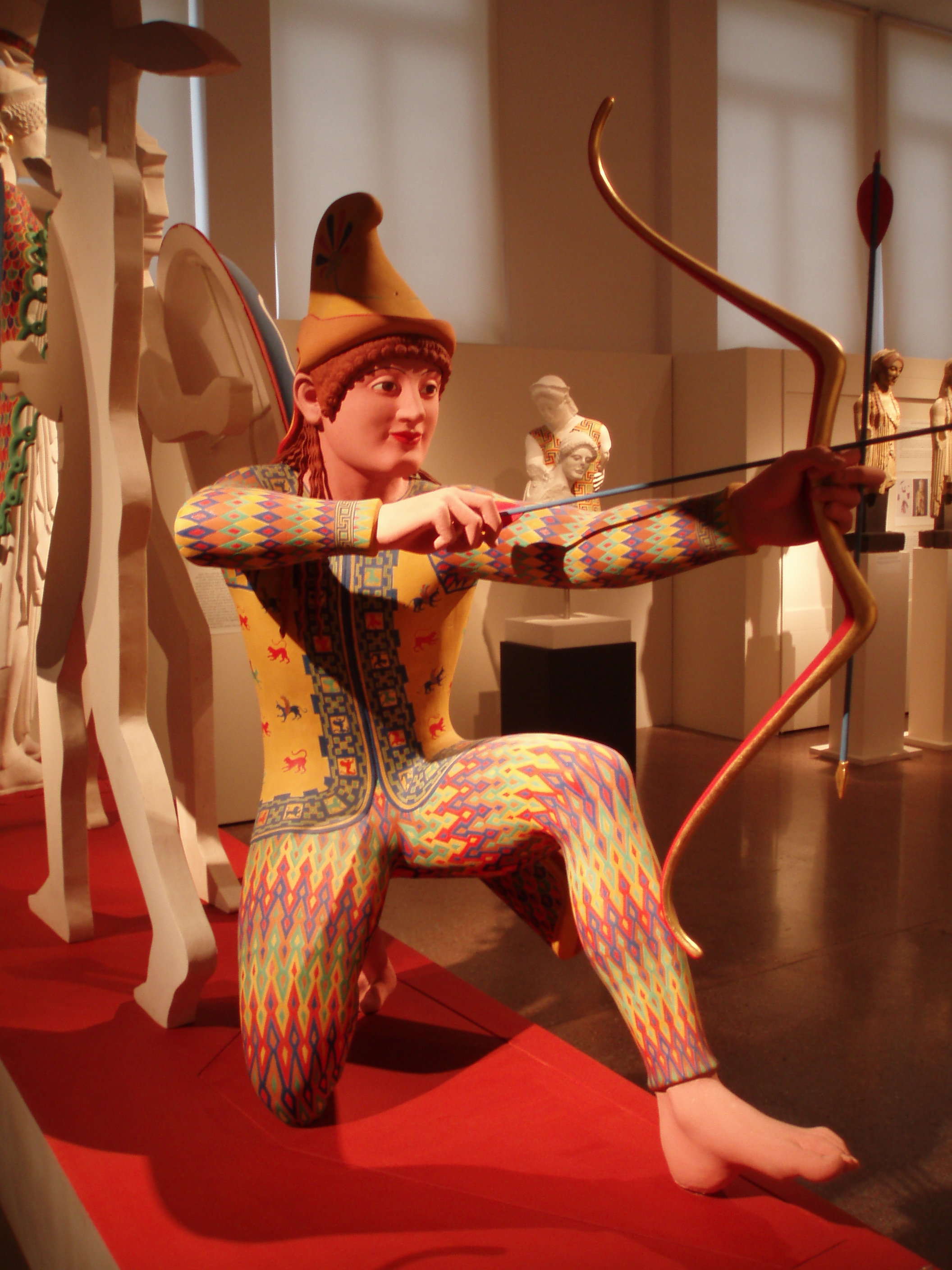
Archer troyen (restitution du décor polychrome du fronton ouest, exposition « Bunte Götter », Munich, 2004)

Le bâtiment est en tuf (calcaire local). Il mesure 13,80 × 28,50 m.
Il repose sur une crépis de trois degrés. Il est périptère et hexastyle dorique, ce qui donnait douze colonnes par côté et six par façades. Les colonnes extérieures hautes de 5,272 m (24 des 32 colonnes originelles sont encore debout, plus ou moins hautes) faisaient trois pieds doriques (93 cm) de diamètre à la base et étaient séparées de huit pieds doriques. Toutes les colonnes extérieures étaient monolithes, à part trois sur le côté nord, constituées de tambours, apparemment pour des raisons de facilité de construction de l'intérieur. L'architrave est pratiquement totalement conservée, tandis que l'entablement a été restauré sur les côtés nord et ouest, avec la restauration de triglyphes, de métopes et de la corniche.
Le sekos (l'intérieur) était (selon les canons architecturaux) divisé en deux : un naos (ou cella) avec son pronaos et un opisthodome avec deux colonnes in antis. Dans le pronaos étaient exposés les rostres des trières samiennes capturées à Kydonia. On voit encore sur les colonnes les traces de la grille qui fermait le temple. L'originalité du naos repose dans les deux étages intérieurs. Là, deux colonnades, de cinq colonnes de chaque côté, surmontées d'une nouvelle colonnade, au « premier étage » soutenaient le toit.
La statue de la déesse se trouvait au centre de la cella. Celle-ci aurait été chryséléphantine, en or et ivoire. On voit encore les trous de la grille de bois qui protégeait la statue. L'opisthodome, à l'arrière, contenait ce qui serait apparemment des tables en maçonnerie.
Des traces de peinture (enduit stuqué rouge sur le sol du sekos par exemple) sont encore par endroits visibles. Le temple d'Aphaïa à Égine a apporté, avec le Théséion d'Athènes la preuve de la polychromie des temples antiques qui n'étaient pas blancs comme on l'imagine face aux ruines immaculées actuelles.
Le toit aurait été en marbre de Paros alors que le reste du bâtiment était en calcaire. Une restauration a remonté une partie des colonnes et de l'entablure en 1956-1960.

## La découverte des frontons
Dans le cadre de son Grand Tour entrepris pour compléter sa formation d'architecte, Charles Robert Cockerell arriva à Athènes en 1811. Il est considéré comme l'un des plus chanceux parmi les pionniers de l'archéologie grecque. En effet, lorsqu'il fouilla sur Égine, en avril 1811, ce qu'il appelait le « temple de Jupiter Panhellénius », il découvrit seize statues de marbre représentatives d'une période de l'art grec jusque-là inconnue : celle de la transition entre les périodes archaïque et classique.
La façon dont se déroula cette découverte est très représentative du fonctionnement archéologique de l'époque. Le travail de Cockerell et de ses amis du Xénéion (un groupe de jeunes archéologues enthousiastes) : John Foster, le baron Karl Haller von Hallerstein et Jacob Linckh, fut en effet une combinaison de voyage d'agrément, d'archéologie du visuel, de prédation et d'archéologie scientifique. L'étude fut d'abord une étude du temple dans son aspect le plus visible : l'architecture, raison du voyage en Grèce de C.R. Cockerell. Il le raconte ainsi :

« Le port est très pittoresque. Nous avons tout de suite quitté la ville pour le temple de Jupiter, avec des ouvriers pour nous aider à tourner les pierres. Nous nous sommes installés dans une caverne, qui avait dû être la caverne d'un oracle sacré.
Les mers autour de l'île sont infestées de pirates, elles l'ont toujours été, […] mais ils n'ont jamais osé nous attaquer pendant les vingt jours où nous campâmes, car notre groupe, avec serviteurs et janissaires était trop fort pour être attaqué.
Quand le travail de la journée était achevé, des agneaux étaient rôtis au-dessus d'un grand feu, puis il y avait, accompagnés de musiques indigènes, des chants et des danses. […]
Au bout de quelques jours, nous avions appris tout ce que nous pouvions souhaiter de la construction, du stylobate aux tuiles. »

C'est alors qu'ils firent la découverte fortuite d'un trésor artistique inespéré :

« Le deuxième jour, un des ouvriers trouva, dans le deuxième portique un morceau de marbre de Paros, ce qui attira son attention, car le temple était en pierre. Cela se révéla être un guerrier casqué. Il était couché, le visage tourné vers le haut, et à mesure que ses traits apparaissaient, nous fûmes pris par une excitation inimaginable.

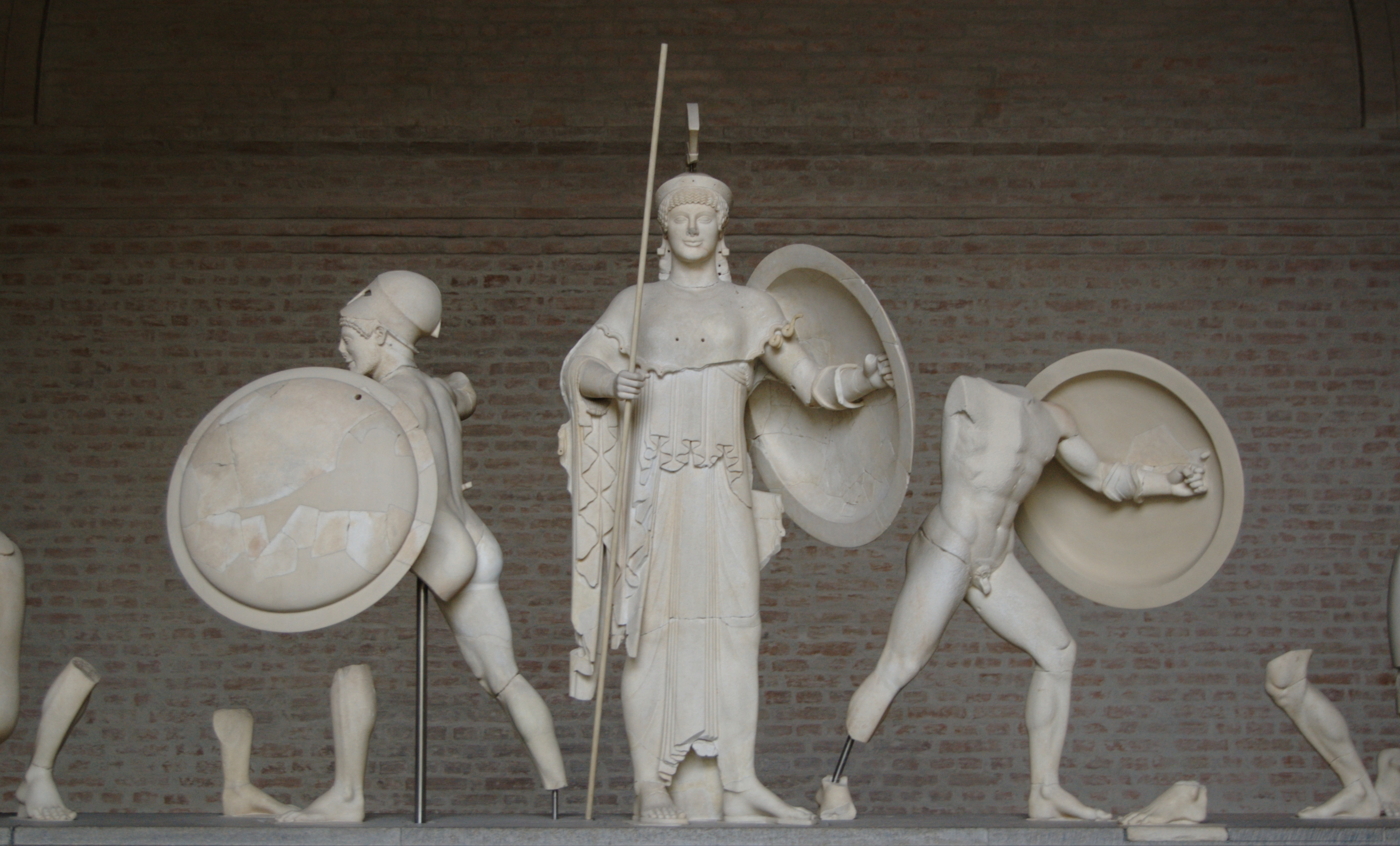
Détail du fronton ouest du temple d'Aphaïa, sur l'île d'Égine : Athéna au centre, Ajax le grand à sa droite (portant un bouclier) et un Troyen à sa gauche (marbre de Paros, v. 490-480 av. J.-C.)

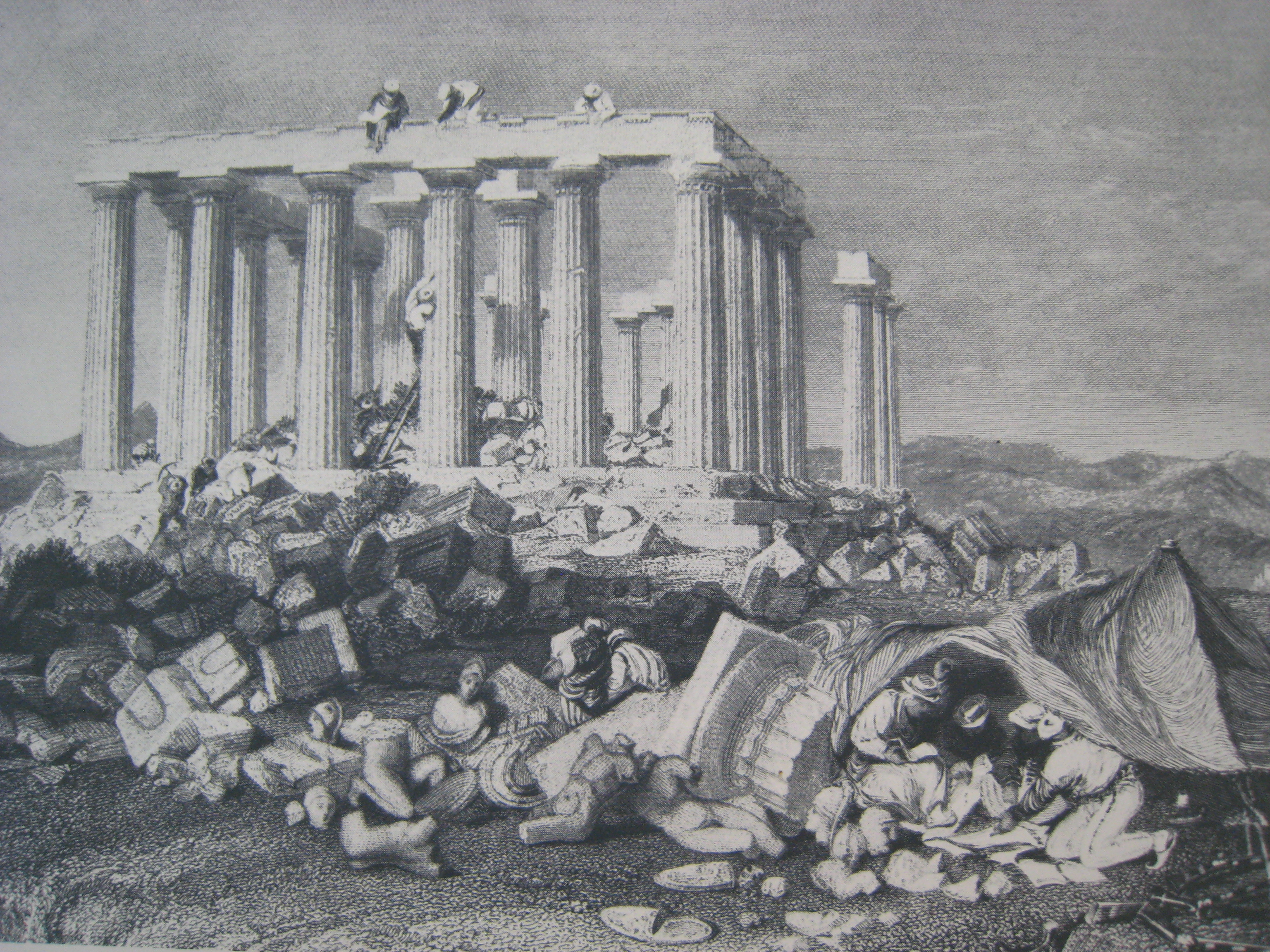
Vue du temple dans une publication de Cockerell.

Peu après, une autre tête fut découverte puis une jambe, puis un pied. Finalement, nous découvrîmes seize statues et treize têtes, jambes, bras, le tout dans le meilleur état de conservation possible, à moins de trois pieds sous la surface. Il semble incroyable, considérant le nombre incalculable de visiteurs à être venus voir le temple, que ces objets soient restés si longtemps cachés. »

Son récit ne donne guère de détails sur les emplacements précis des découvertes. Nous sommes encore loin de la rigueur scientifique. De là découlèrent les erreurs de reconstitution, au XIXe siècle, quand les statues furent exposées à la Glyptothèque de Munich. En effet, on resta alors dans le cadre d'une prédation d'œuvres d'art, envisagées du point de vue du Beau. L'achat des pierres fut négocié avec la population locale qui les céda pour 800 piastres. Elles furent achetées aux enchères par Louis Ier de Bavière aux Xénéion pour la somme de 130 000 piastres, soit 100 000 francs d'alors. Les statues sont toujours à la Glyptothèque de Munich, dépouillées des restaurations ajoutées à Rome par le sculpteur néo-classique Bertel Thorvaldsen.
Cockerell fit aussi sur le temple d'Aphaïa une découverte très importante, en décembre 1811, lorsqu'il retourna sur l'île pour y terminer ses dessins. Il observa « un phénomène des plus curieux qui a jusque-là échappé à James Stuart et aux plus précis des observateurs, en fait, il est si délicat que si on ne le mesure pas, il n'est pas discernable à l'œil nu. »
Ce phénomène est l'entasis ou correction de l'illusion d'optique donnant un aspect concave aux colonnes. Il se plaignit à son maître Robert Smirke de n'avoir pu faire un travail plus minutieux, mais les chiffres fournis sont extrêmement précis : la colonne s'écarte de la ligne droite à 17 pieds 2 pouces de hauteur, et à 6 pieds de hauteur, l'écart est d'un demi pouce. Donc, le travail archéologique pouvait être assez scientifique, lorsqu'il ne s'agissait pas de trésors artistiques.
Furtwängler découvrit des restes d'un fronton est, plus ancien que celui mis au jour par Cockerell. Ce fronton aurait été détruit peu avant 487 avant notre ère, soit par les Perses, soit par des Éginètes favorables à Athènes, soit par la foudre. Une autre hypothèse serait que le premier fronton est aurait été un hybride : statues en marbre et accessoires en bronze (armures, boucliers, casques), puisque Égine était alors un grand producteur de bronze. Mais le résultat final, surtout en comparaison avec le fronton ouest, entièrement en marbre, n'aurait pas été satisfaisant, d'où la volonté de sculpter un nouveau fronton. Il fut donc remplacé par celui visible à Munich.

## Les frontons

### Premières études
Cockerell et ses amis, en 1811, ne savaient pas quels étaient ces marbres des frontons qu'ils venaient de découvrir, ni à quelle période ils pouvaient appartenir, mais ils les jugeaient de qualité : « Notre petit comité d'artistes les considère comme de niveau équivalent aux vestiges du Parthénon, et très sûrement au deuxième rang après l'Apollon Belvédère ou le Laocoon. »

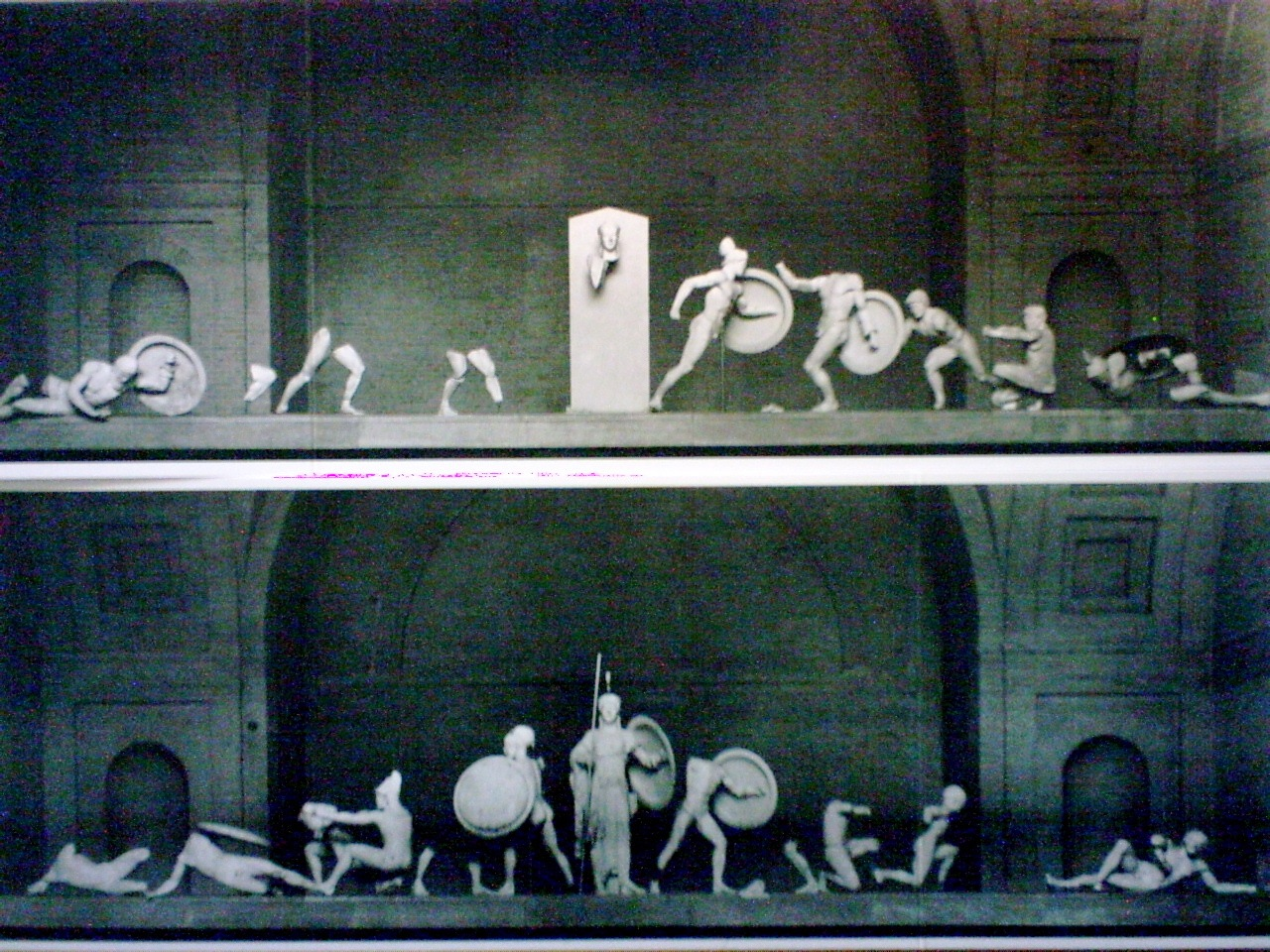
Les frontons d'Aphaïa, tels que présentés à Munich au XIXe siècle : en haut le fronton est, en bas le fronton ouest.

Ils sont considérés comme le plus bel exemple de sculpture de la transition entre la période archaïque et la période classique.
Les frontons étaient réalisés en marbre de Paros. Ils représentent tous les deux un combat devant Troie. Chacun des combats se déroule en présence d'Athéna, personnage placé au centre. C’est pour cette raison que le temple était appelé Athéna-Aphaïa. Des Éginètes sont à chaque fois présents : Télamon à l’Est et les deux Ajax (Ajax fils de Télamon, roi de Salamine et Ajax fils d'Oïlée, roi de Phocide) à l’Ouest. Cette présence de héros éginètes pourrait rappeler la participation héroïque de l’île à la bataille de Salamine. La date des frontons renforce la vraisemblance de cette hypothèse.

### Fronton est

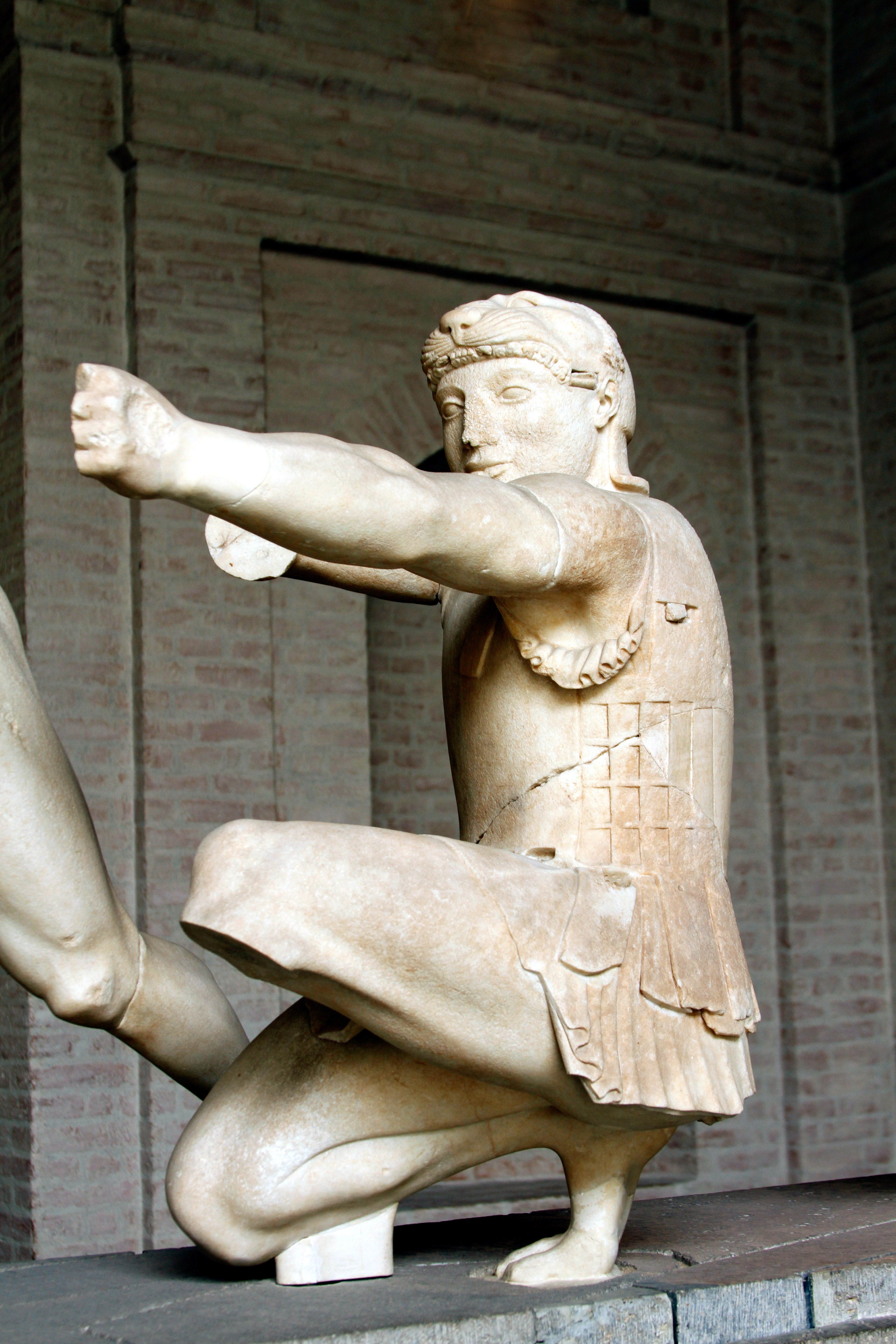
Héraclès, vêtu de la peau de lion, tire ses flèches sur les Troyens. Glyptothèque de Munich, 2017.

Le fronton est représente un combat lors du siège mené par Héraclès contre Laomédon. Il comporte onze statues. Le personnage central est Athéna. Elle marche vers la droite, mais son regard est tourné vers le spectateur. Elle brandit l’égide vers un Troyen à sa gauche. On l’identifie le plus souvent à Priam qui achève son adversaire grec. Le guerrier grec a visiblement plus d’une blessure à la poitrine. Il a perdu son casque, qu’un autre Grec lui rapporte.
Plus loin, Héraclès, reconnaissable à sa peau de lion, tire ses flèches vers l’armée troyenne. Il a touché Laomédon qui se meurt. Derrière Héraclès, un guerrier grec agonise, touché par les flèches de l’archer troyen qui répond symétriquement à l’archer Héraclès. Cette organisation est liée à la forme même du fronton. À la droite d’Athéna, Télamon poursuit un Troyen qui fuit ses coups tandis qu’un autre Troyen cherche à lui porter secours. Ensuite, on peut voir un archer et un blessé ou un cadavre.

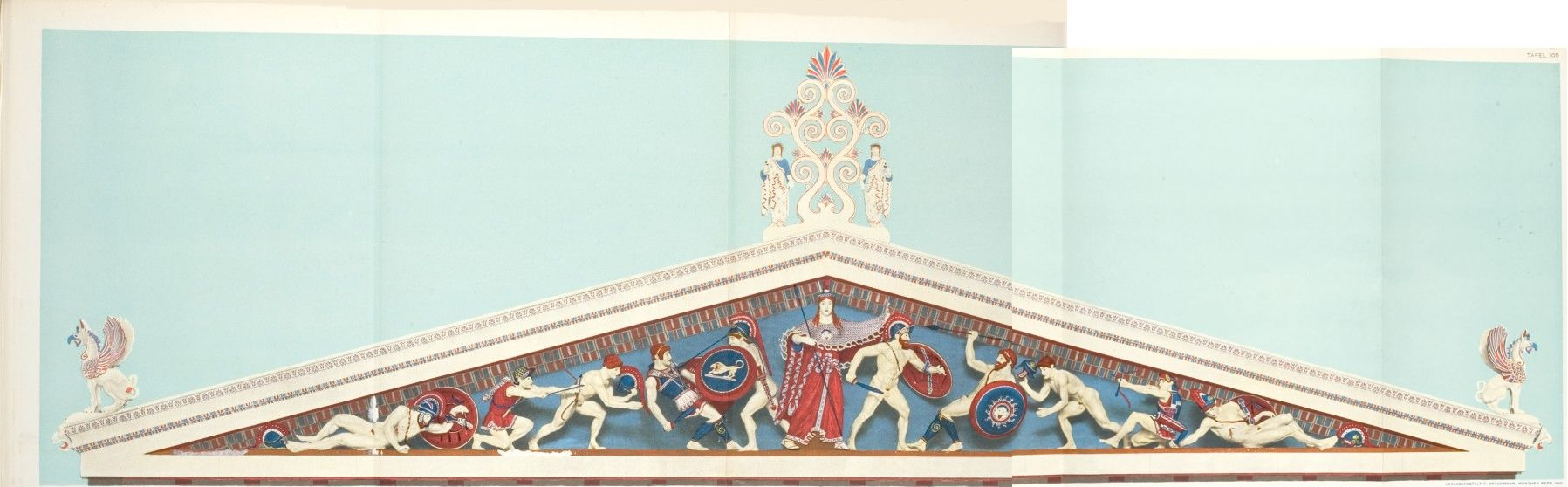
Fronton est du temple d'Aphaïa-Athéna. Reconstitution d'Adolf Furtwängler.

Fronton est, à Munich, en 2017.
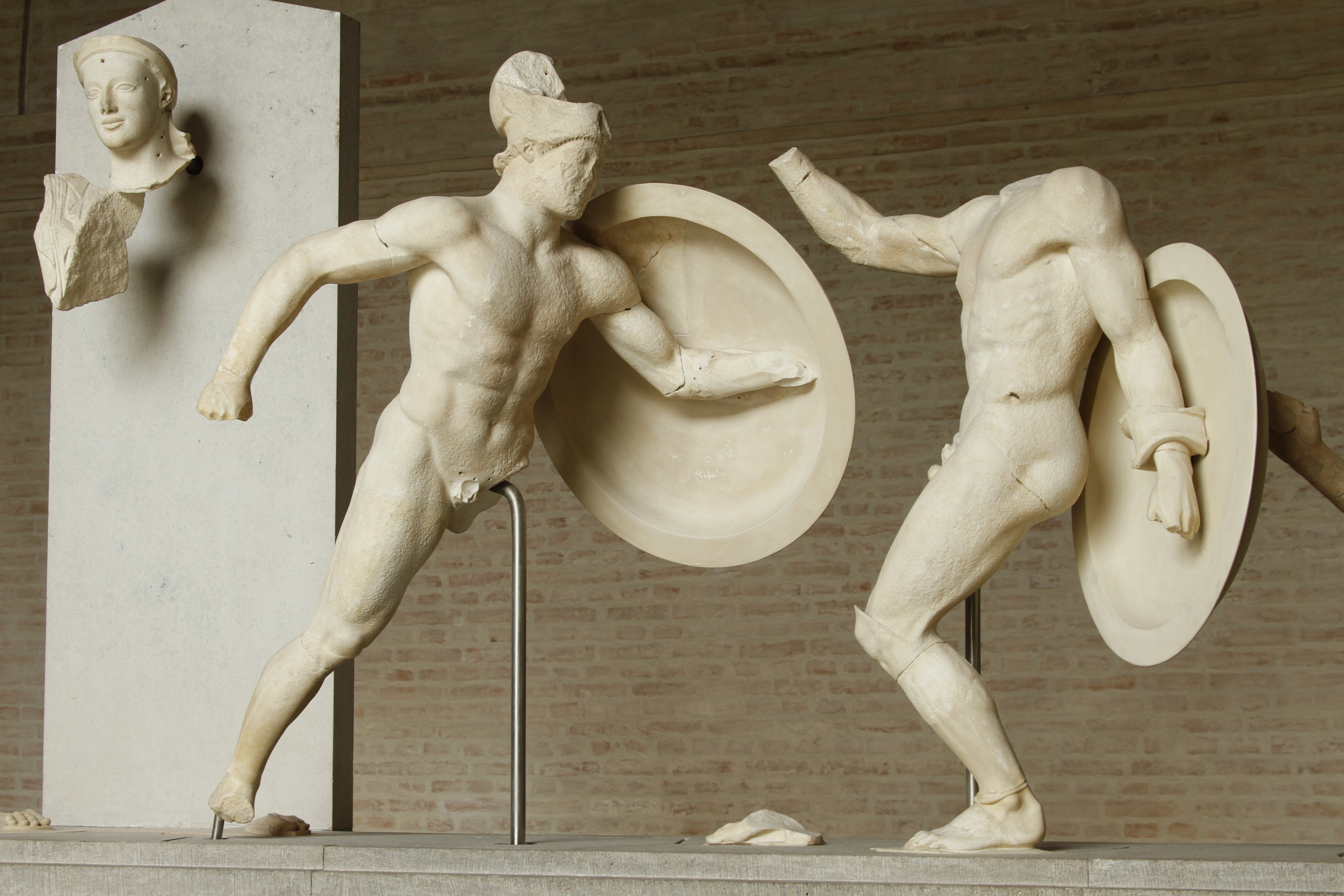
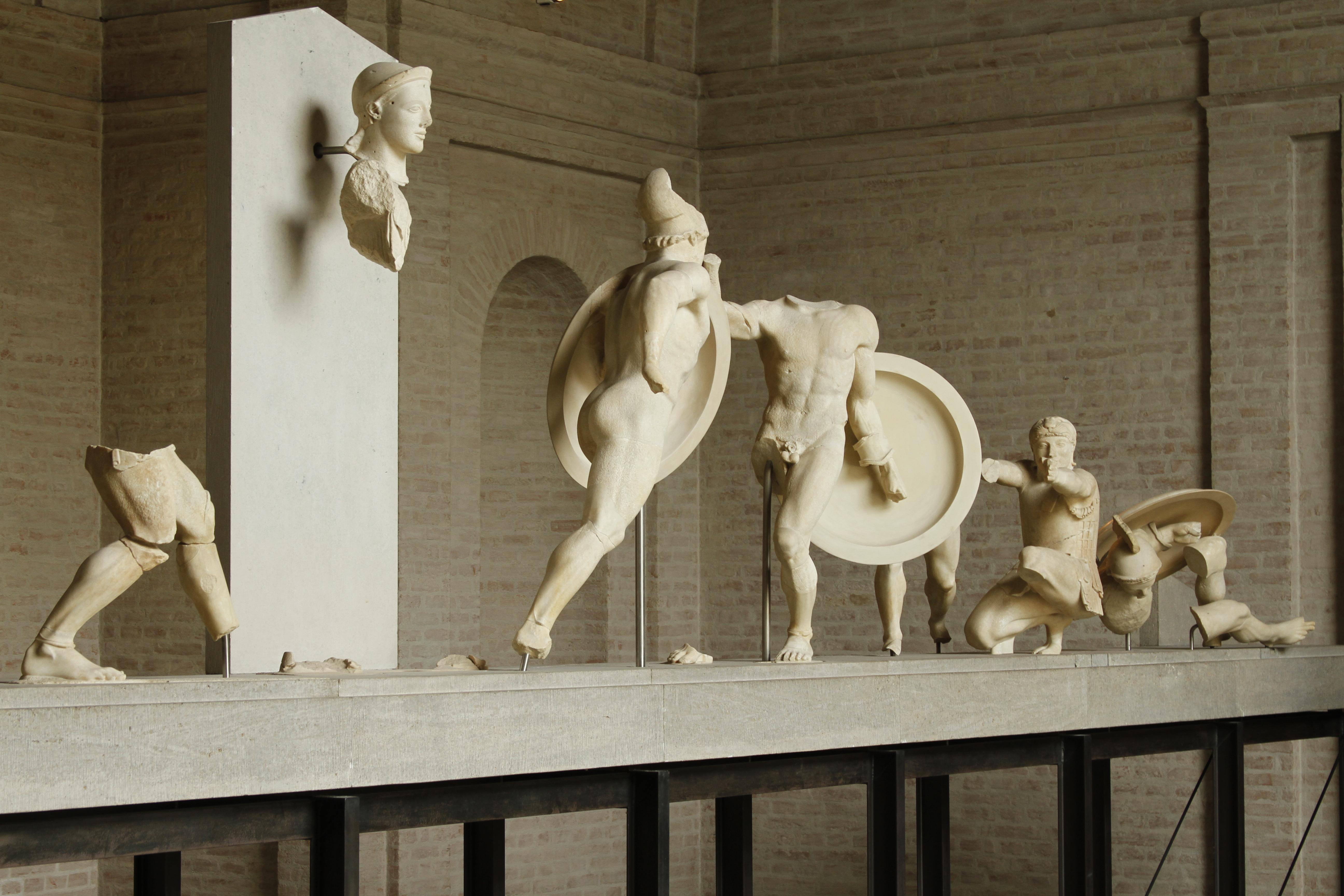

### Fronton ouest
Le fronton ouest représente un combat lors du siège par Agamemnon. Il contient treize statues et deux objets. Athéna est au centre et regarde le spectateur. À sa gauche, un combat entre un Troyen et un Grec. Ensuite, Teucer, tirant à l’arc, a touché le Troyen allongé à sa gauche. Un autre corps se trouve à l’extrémité du fronton. À droite d’Athéna, Ajax s’attaque à un Troyen. Ensuite, l’archer est identifié avec Pâris. Puis, on trouve un guerrier agenouillé, un bouclier et enfin, dans le coin, un casque.

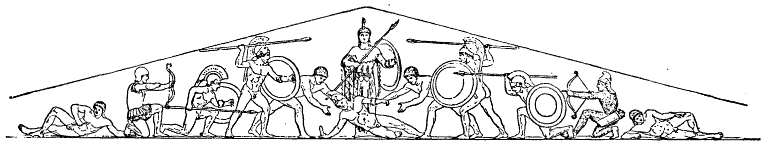
Reconstitution (avec les interventions de Thorvaldsen) de ce qu'on imaginait être le fronton ouest à la fin du XIXe siècle

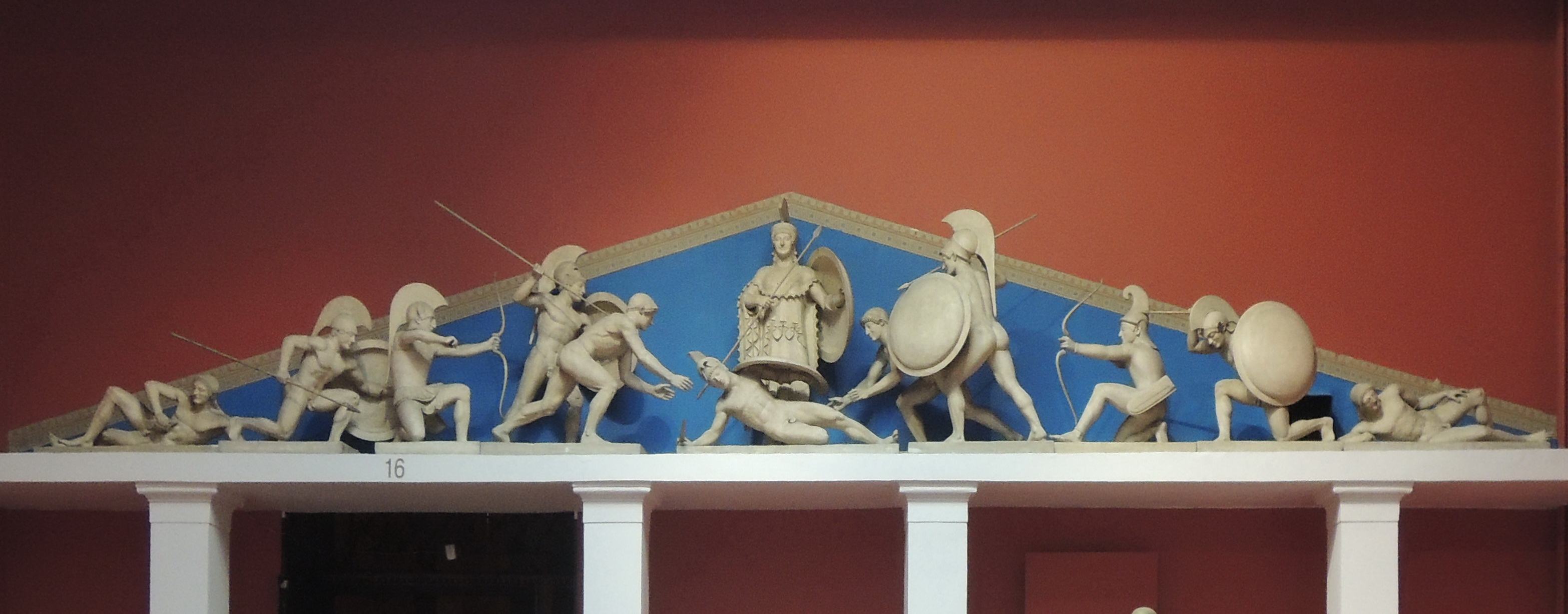
Reconstitution du fronton ouest du temple d'Aphaïa. Gypsothèque du musée Pouchkine, Moscou.

Fronton ouest, à Munich, en 2017.
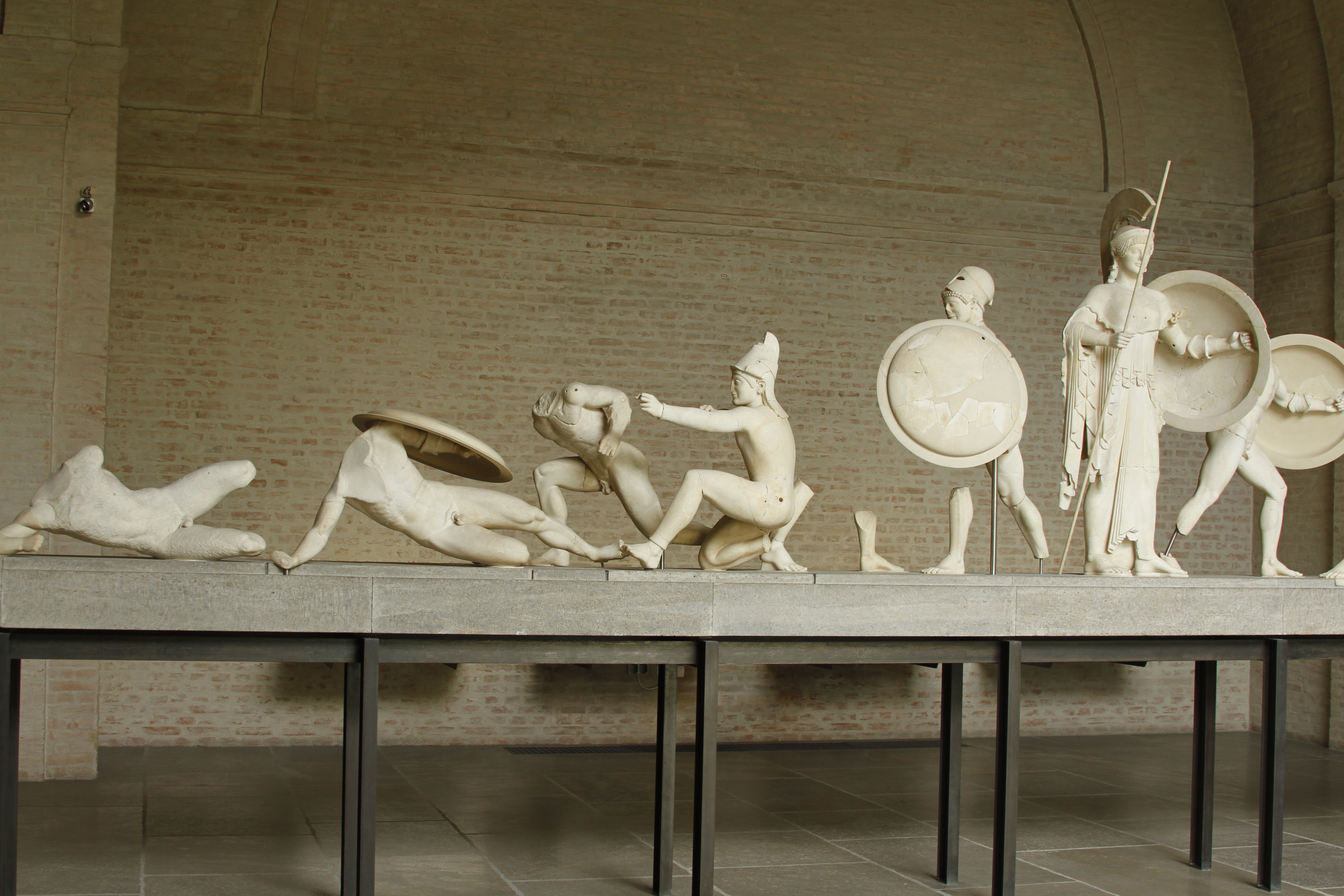
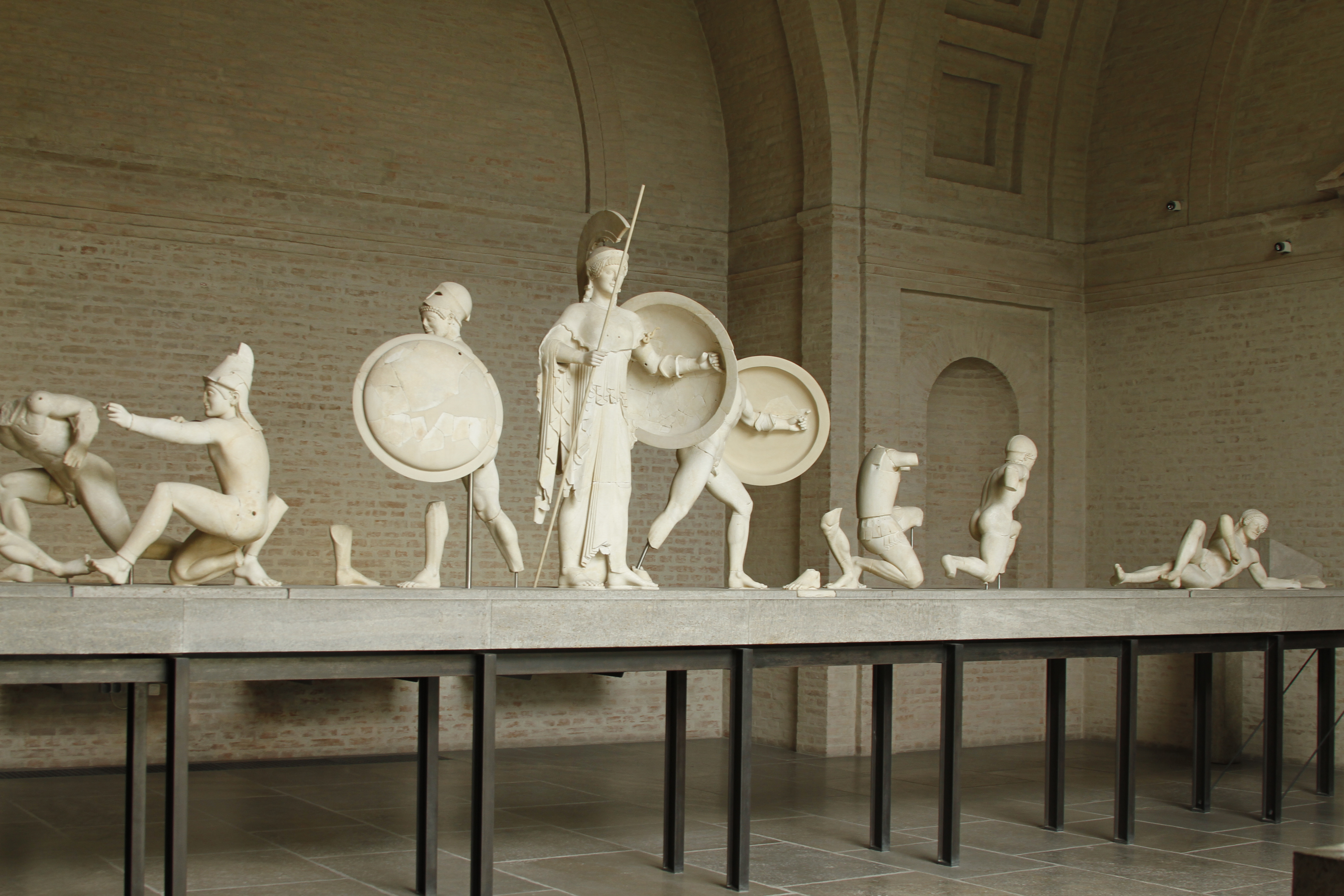

### Style des frontons
La transition entre le style archaïque et le style classique se voit principalement dans le fronton est. En effet, on dispose de deux versions de ce fronton. Lorsqu’un premier fronton, sculpté à la même date que le fronton ouest (fin du VIe siècle avant notre ère) fut détruit, il fut remplacé par celui visible à Munich et qui serait l’œuvre d’Onatas. Les fragments du premier fronton qui ont été retrouvés sont encore caractérisés par le célèbre sourire archaïque. Les statues du second fronton de plus sont intégralement sculptées, en ronde-bosse, même les parties non destinées à être vues, comme pour les marbres du Parthénon. Les détails sont aussi plus travaillés.